# Marienkapelle (Stein am Kocher)

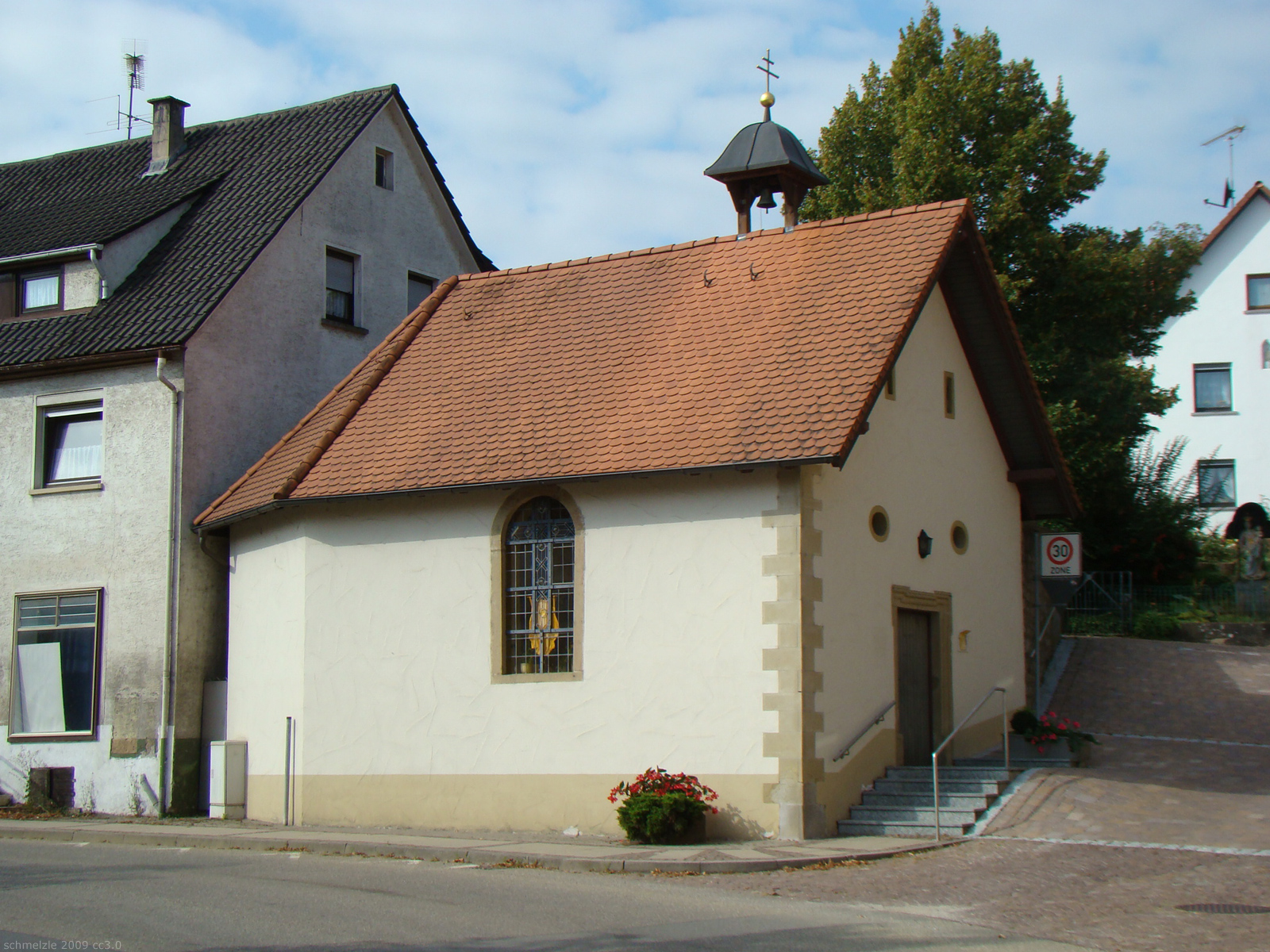
Marienkapelle in Stein am Kocher

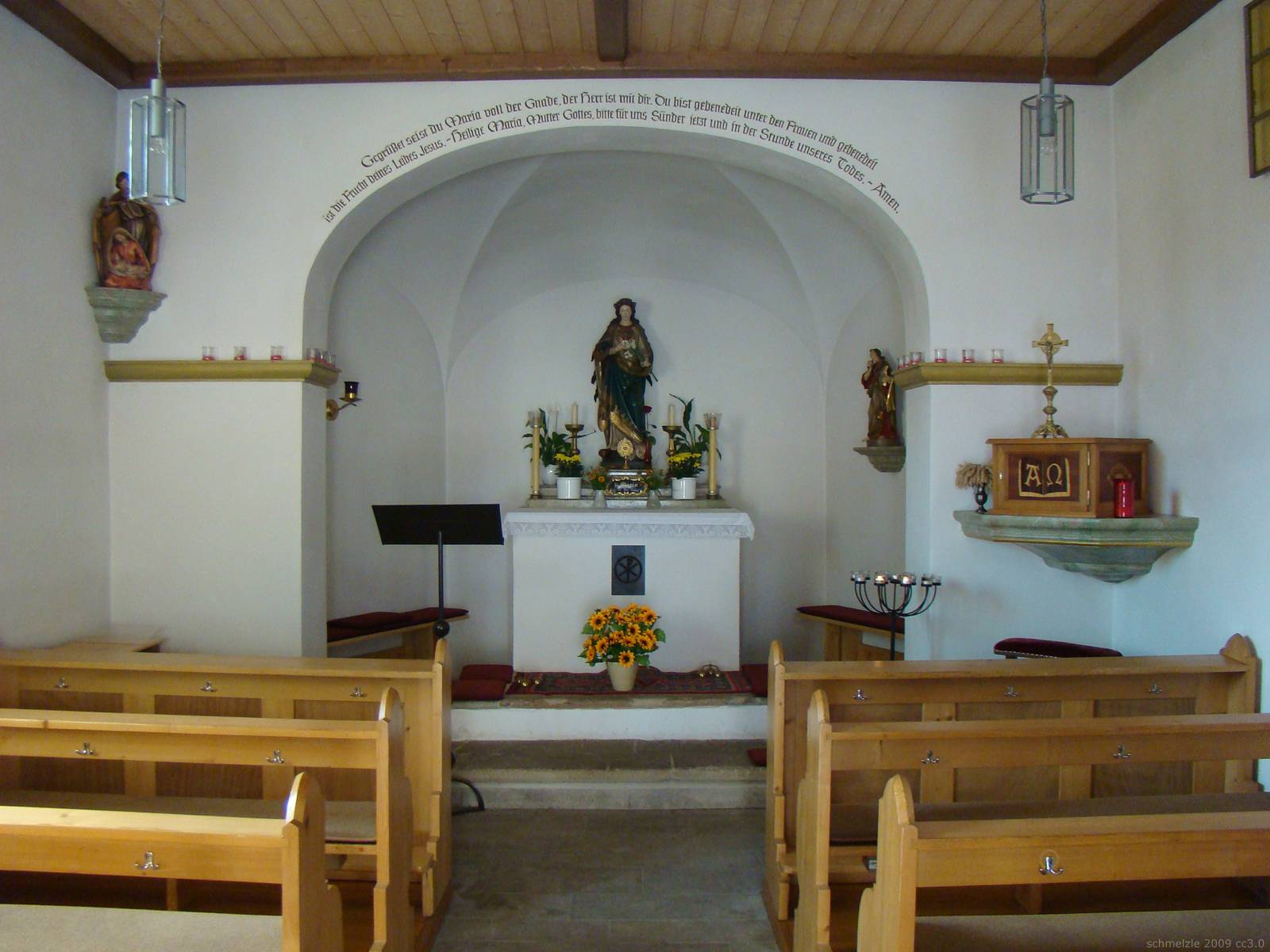
Blick zum Altar

Die Marienkapelle in Stein am Kocher, einem Stadtteil von Neuenstadt am Kocher im Landkreis Heilbronn im nördlichen Baden-Württemberg, geht auf ein mittelalterliches Bauwerk zurück und wurde im Laufe der Zeit mehrfach erneuert. Seine heutige Gestalt erhielt das im Ort als Kerchle bezeichnete Gebäude durch eine von 1999 bis 2002 erfolgte umfangreiche Sanierung.

## Geschichte
Die erste Erwähnung einer Kapelle in Stein am Kocher erfolgte anlässlich eines Besitzteilungsvertrages zwischen dem Würzburger Domherren Konrad von Weinsberg und seinem Bruder Engelhard im Jahr 1382, in dem sich Konrad den Gang hinab zum Bethuseln vorbehielt. Im Mittelalter und der frühen Neuzeit lag die bei Schloss Presteneck gelegene Kapelle noch etwas außerhalb des Ortes, der sich erst seit jüngerer Zeit auch über die Kapelle hinaus erstreckt.
Im Jahr 1685 ist in einem Bericht an den Kurfürsten und Erzbischof von Mainz davon die Rede, dass in der Kapelle in Stein jährlich am Karfreitag Almosengelder aus einer vor unendlichen Jahren erfolgten Stiftung mildtätiger Bürger ausgegeben würden.
In den Jahren von 1748 bis 1750 wurde die verfallene Kapelle in ihrer heutigen Form wiederaufgebaut und in die Ortsbefestigung am Prestenecker Tor einbezogen. 1904/05 erfolgte eine Instandsetzung des Gebäudes, deren Finanzierung größtenteils auf ein Gelübde der Familien Horch und Vogt nach dem unfallfreien Ablauf von Holzfällarbeiten zurückgeht. Eine umfangreiche Sanierung fand in den Jahren 1937/38 statt.
In den letzten Tagen des Zweiten Weltkriegs geriet die Kapelle am 9. April 1945 durch Funkenflug nach der Beschießung des Ortes durch amerikanische Artillerie in Brand und wurde weitgehend zerstört. Vor dem Einsturz des brennenden Dachstuhls konnten noch zahlreiche Sakralgegenstände geborgen werden. Im Mai 1946 erhielt die Kapelle einen neuen Fußboden und ein Notdach. Bei den Arbeiten am Fußboden wurden Teile menschlicher Skelette gefunden. Die Kapelle wurde vorerst nicht mehr sakral genutzt, sondern diente vielmehr als Lagerraum.
Von 1999 bis 2002 fand eine umfassende Erneuerung des Gebäudes statt, wobei lediglich der Boden und die Grundmauern erhalten blieben. Die Kapelle erhielt anstelle des Nachkriegs-Notdaches einen neuen Dachstuhl mit Dachreiter und wurde innen und außen neu verputzt, außerdem erhielt das Gebäude eine neue Decke und neues Gestühl. Die sanierte Kapelle wurde am 28. September 2002 neu eingeweiht.